# Ulrich Blum
Ulrich Blum (* 19. Mai 1953 in München) ist ein deutscher Ökonom. Er war 1986 Gastprofessor an der Université de Montreal, ab 1987 Professor für Volkswirtschaftslehre an der Otto-Friedrich-Universität Bamberg und seit 1992 ordentlicher Professor und Inhaber des Gründungslehrstuhls für Volkswirtschaftslehre, insbesondere Wirtschaftspolitik und Wirtschaftsforschung an der Technischen Universität Dresden. Von 1992 bis 1994 war er ebendort Gründungsdekan der Fakultät Wirtschaftswissenschaften. Von 2004 bis 2011 war er Präsident des Instituts für Wirtschaftsforschung Halle (IWH). Seit 2004 ist er ordentlicher Professor für Wirtschaftspolitik und Wirtschaftsforschung an der Martin-Luther-Universität Halle-Wittenberg und leitet seit 2015 als Gründungsdirektor das Center for Economics of Materials.

## Leben
Blum wurde 1953 als Sohn von Eberhard Blum, ehemaliger Rittmeister der Wehrmacht und nachmaliger Präsident des Bundesnachrichtendienstes, in München geboren. Er besuchte u. a. das Lycée Français Charles De Gaulle de Londres und das Winchester College in England. Nach dem Abitur am Landschulheim Schondorf am Ammersee war er von 1973 bis 1975 Soldat auf Zeit bei der Bundeswehr und schied dort als Leutnant aus. Sein letzter Dienstgrad war Oberstleutnant der Reserve an der Offizierschule des Heeres.
Von 1975 bis 1979 studierte er als Stipendiat der Studienstiftung des deutschen Volkes Wirtschaftsingenieurwesen mit Schwerpunkt Maschinenbau an der Fakultät für Wirtschaftswissenschaften der Universität Karlsruhe (TH). Nach dem Diplom-Ingenieur 1979 wurde er ebendort 1982 bei Rolf Funck am Institut für Wirtschaftspolitik und Wirtschaftsforschung mit der Dissertation „Regionale Wirkungen von Infrastrukturinvestitionen“ zum Dr. rer. pol. promoviert und habilitierte sich 1986 in Volkswirtschaftslehre mit der Arbeit „Raumwirkungen des Budgets der gesetzlichen Rentenversicherung: Eine theoretische und empirische Analyse räumlich und zeitlicher Wirkungen interregionaler Finanzflüsse“.
Von 1986 bis 1988 war er im Rahmen eines Feodor-Lynen-Stipendiums der Alexander von Humboldt-Stiftung Gastprofessor an der Université de Montréal in Kanada, und ab Herbst 1987 Professor für Volkswirtschaftslehre an der Otto-Friedrich-Universität Bamberg. Zwischen 1992 und 1994 war er Gründungsdekan der Fakultät Wirtschaftswissenschaften an der Technischen Universität Dresden, wo er von 1992 bis 2004 ebenfalls Ordinarius und Gründungslehrstuhlinhaber für Volkswirtschaftslehre, insbesondere Wirtschaftspolitik und Wirtschaftsforschung, war.
Seit 2004 ist Ulrich Blum Inhaber des Lehrstuhls für Wirtschaftspolitik und Wirtschaftsforschung an der Martin-Luther-Universität Halle-Wittenberg und war von 2004 bis 2011 Präsident des Instituts für Wirtschaftsforschung Halle (IWH). Aufgrund politischen Drucks verzichtete er Ende 2011 auf sein Amt als Präsident des IWH. Seit 2012 ist er Gastprofessor an der University of International Business and Economics (UIBE) in Peking. 2014 wurde er Exzellenzprofessor der VR China. 2015 wurde er Gründungsdirektor des Centers for Economics of Materials in Halle, einer gemeinsam von der Martin-Luther Universität und der Fraunhofer-Gesellschaft getragenen Forschungseinrichtung. Seit September 2021 ist er gemeinsam mit Ralf B. Wehrspohn Geschäftsführer des von mehreren Unternehmen neu gegründeten Deutschen Lithiuminstituts (ITEL).
Seit 1998 ist er wissenschaftliches Mitglied des Centre de recherche et développement en économique der Universität Montreal und 2005 am universitätsübergreifenden Centre interuniversitaire de recherche en économie quantitative. Ab 2005 bis 2014 war er Präsident der August-Lösch-Gesellschaft. 2010 lehnte er einen Ruf auf das Rektorat der Handelshochschule Leipzig (HHL) ab. Von 2011 bis 2012 war er Präsident der Arbeitsgemeinschaft der Wirtschaftsforschungsinstitute. 2008 erhielt er die Ehrenpromotion der Technischen Universität Dresden. Seit 2012 ist er Mitglied der Europäischen Akademie der Wissenschaften und Künste.
Blum gehörte mehreren Beiräten und Kommissionen an wie der Kommission „Wirtschaftsintegrierende Forschungsförderung“ des Bundesministeriums für Wirtschaft und Technologie (Vorsitzender), der Europäischen Normungskommission „Future Landscape of European Standardization“ (Vorsitzender), dem Technologiebeirat des Sächsischen Staatsministeriums für Wirtschaft und Arbeit, dem Forschungsbeirat des Sächsischen Staatsministerium für Wissenschaft und Kunst (Vorsitzender) und dem WirtschaftsBeirat beim Ministerpräsidenten Sachsen-Anhalt.
Blum ist stellvertretender Vorsitzender der Ludwig-Erhard-Stiftung.
Er ist verheiratet und hat zwei Kinder.
Ulrich Blum hat schon früh die Probleme der Euroeinführung thematisiert und seinerzeit insbesondere die CSU, die FDP und die damals neugegründete AfD in ihrer skeptischen Haltung zur Griechenlandrettung bestärkt.

## Wissenschaftlicher Werdegang

### Regionale Wirtschaftsentwicklung
Blum befasste sich mit Beginn seiner wissenschaftlichen Karriere mit dem Thema Wettbewerb, insbesondere unvollkommenen Wettbewerb, und der Ordnungsökonomik. Ursprünglich standen regionale und damit verbunden sozialpolitische Verteilungsfragen im Vordergrund, wie sie in der Promotionsschrift und der Habilitationsschrift sowie Zeitschriftenbeiträgen abgehandelt wurden. Seine Veröffentlichungen rangieren unter den wichtigsten regionalwissenschaftlichen Arbeiten der Perioden 1977–1989 sowie 1990–1999. Die Umverteilungswirkungen der Sozialversicherungsbudgets zeigten, dass manche schwache Länder weiter geschwächt und starke Länder gestärkt wurden, was den Absichten der Regionalpolitik widerspricht. Diese Fragestellung wurde vom Bundesverfassungsgericht mit Interesse aufgenommen und ist in die Beurteilungen des damaligen Urteils zum horizontalen Finanzausgleich des Jahres 1986 eingeflossen.
Als Beitrag zur räumlichen Ökonometrie entwickelte er das Konzept des räumlich verteilten Lags.
Ergänzend wurden Abhängigkeiten zwischen einzelnen Datensätzen einbezogen, um beispielsweise das Sparverhalten einer unteren Einkommensgruppe von dem einer höheren zu erfassen. Weiterhin erfolgte die Analyse eines Vergleichs von räumlichen Erreichbarkeiten in den USA und in Europa unter Einbeziehung einer variablen räumlichen Korrelation.

### Industrieökonomik und Institutionenökonomik
Die starke wissenschaftliche Verbindung zur Universität Montreal führte zu einer Weiterentwicklung der Forschung in Richtung Wettbewerb und Industrieökonomik und damit auch einer Verbindung von Raumtheorie und Transformationstheorie. Es sind besonders technologiegetriebene institutionelle Fehlanpassungen, die erhebliche Schübe bzw. Disruptionen auslösen, wie am Beispiel des Niedergangs der DDR, aber auch an historischen Beispielen aus dem Ende des Mittelalters und der beginnenden Neuzeit gezeigt werden kann. Die Forschungsergebnisse fließen unmittelbar in die Lehre ein und werden in zwei Lehrbüchern zur Institutionenökonomik und zur Industrieökonomik zusammengefasst.
Blum ist ein gefragter Gutachter in Kartellverfahren, beispielsweise zeigte er im Zusammenhang mit dem ostdeutschen Zementkartell Anfang des Jahrtausends, dass der vom Bundeskartellamt errechnete Mehrerlös um ein Vielfaches zu hoch gegriffen war, weshalb in einer abschließenden Begutachtungsrunde tatsächlich die Ordnungsgelder gegenüber den Unternehmen massiv gesenkt wurden, sowie aktuell im Kartellverfahren gegen Absprachen der Lkw-Hersteller.

### Wiedervereinigung und Aufbau Ost
Für die mit der Zentralverwaltungswirtschaft verbundenen Effizienzverluste aufgrund eines unzugänglichen Wettbewerbs interessierte sich Blum schon früh und veröffentlichte hierzu erste Analysen zu Polen mangels empirischer Daten über Ostdeutschland. Nach verschiedenen Schriften zur Eigentumsregelung und zur Konvergenz Ost/West prägte er den Begriff der Headquarterlücke, also dem Fehlen von großen Unternehmenssitzen, die durch die Eigentumsordnung der Wiedervereinigung verhindert wurde und nachhaltig die wirtschaftliche Leistungsfähigkeit beschränkt, weil eben dort rund 30 % der unternehmerischen Wertschöpfung entsteht. Zudem hat dies erhebliche negative Auswirkungen auf die Steuereinnahmen der betroffenen Gebietskörperschaften.
Als Präsident des Instituts für Wirtschaftsforschung Halle legte er eine Studie zu den Wirkungen der Transferzahlungen aus den Westen nach Ostdeutschland vor und zeigte in Analogie zur „holländischen Krankheit“, welche massiven Schäden durch die weitgehende konsumtive Nutzung dieser Finanzmittel entstanden. Die Probleme des Aufbau Ost dokumentierte er in einem Datenkompendium zum zwanzigsten Jahrestag der Wiedervereinigung. In diesem Kontext zeigte er auch, dass ab Mitte der 2000-Jahre fiskalisch der Aufbau Ost abgeschlossen war, weil durch die hohen Produktionsleistungen der erheblichen Teile der ostdeutschen Beschäftigten, die nach Westen abgewandert waren (im Saldo knapp 2 Millionen Personen) eine Wertschöpfung erzielt wurde, die weit über den Kosten der Stabilisierung der ostdeutschen Wirtschaft lag.
Früh hat Blum erkannt, dass fehlende Führungsfunktionen zur Achillesferse des Aufbaus Ost werden. Mit Kollegen hat er daher analysiert, wie in den neuen Ländern die Gruppenstruktur der Unternehmen nachhaltig gestärkt werden kann. Ausgangspunkt war hierbei das im Kontext der Innovationstheorie und der Transformationsforschung als Quelle neuer Dynamik erkannte Herausbilden von Clustern. Als Ratgeber der koreanischen Regierung hat er Problemlagen einer Wiedervereinigung auf Korea übertragen und ein auch ins Koreanische übersetztes Vademecum verfasst, das aus der deutschen Erfahrung heraus Antworten auf die kritischen Phasen des Übergangs im Falle einer koreanischen Wiedervereinigung vermittelt.

### Risikoforschung und Standardisierung
Auf der Grundlage der von der Alexander-von-Humboldt-Stiftung geförderten Kooperation mit der Universität Montréal entstanden mehrere Schriften zum Thema Risiko im Straßenverkehr. Bedeutsam sind hierbei insbesondere der Nachweis von starken Effekten der Risikosubstitution und der Risikohomeostasis, dass also die durch Regulierung oder Technik eingedämmte Möglichkeit, sich Risiken auszusetzen, die Risikobereitschaft in andere Bereiche abwandern lässt bzw. erhöht. Die weitere Durchdringung dieser Fragestellung wurde in einem DFG-Projekt vertieft.
Durch Basel II sollten in den Neunzigerjahren die Eigenkapitalrichtlinien für Banken im Nachgang zu der kleinen Bankenkrise verbessert werden. Blum sah früh, dass dies erhebliche Auswirkungen auf Unternehmen haben würde, die bekanntlich über Bankkredite finanziert würden und konnte gemeinsam mit dem Sächsischen Staatsministerium für Wirtschaft und Arbeit sowie der FutureValue Group ein Risikomodell aufbauen, das die Unternehmen in Sachsen auf diese Entwicklung vorbereiten half. Das Modell wurde später zum Risikokompass weiterentwickelt.
Durch Normung kann Risiko systematisch reduziert werden. Über die im Sinne der endogenen Wachstumstheorie starken Impulse auf das wirtschaftliche Wachstum hinaus macht sie die Welt flach und erzeugt „level-palying fields“.
Die aktuelle Corona-Krise zeigt in starkem Maße, wie wenig ein Risikokalkül, das im Rahmen der Unternehmenssteuerung Pflicht ist, bei staatlichen Institutionen verankert ist, und wie wenige Standardisierung in der amtlichen Statistik im Sinne eines effizienten Risikomanagements vorhanden ist. Gemeinsam mit Werner Gleißner vertritt er das Konzept des „Robusten Staates“. Hierzu hat er eine Reihe von Analysen vorgelegt und ist insbesondere der Auffassung, dass es einer qualifizierten wissenschaftlichen Beratung bedarf, weshalb ein Risikobeirat der Bundesregierung zwingend erforderlich sei, um die entsprechende Informationsbereitstellung für sachgerechte Entscheidungen zu professionalisieren.

### Wirtschaftskrieg und Dominanzerwartungstheorie
Seit dem Jahr 2013 forscht Blum auf dem Gebiet des Wirtschaftskriegs. Als Reserveoffizier an der Offiziersschule des Heeres in Dresden verband er Erkenntnisse der Industrie-, Institutionenökonomik und Raumtheorie mit der Geostrategie und leitete aus den dort gemachten Erfahrungen in den Kampfsimulationsanlagen klare Erkenntnisse zu der Interaktion zwischen Strategie, Operationen und Taktiken für Staaten und Unternehmen ab. Inzwischen ist der Begriff des Wirtscahftskriegs im allgemeinen Gebrauch, wird aber oft sehr ungenau verwendet, weshalb sich die Frage nach einer stringenten Definition stellt. Blum, der zu dem Thema ein Standardwerk vorgelegt hat, definiert ihn wie folgt: „Wirtschaftskrieg ist der bewusste, aggressive Einsatz geeigneter Mittel zum Zerstören bzw. Entwerten des Humankapitals, Sachkapitals, intellektuellen Kapitals und Organisations- bzw. Sozialkapitals eines wirtschaftlichen Rivalen durch Individuen, Unternehmen und/oder Staaten ohne moralische Bedenken oder unter deren Rechtfertigung bzw. deren Hintanstellung in einem abgegrenzten Markt, um wirtschaftliche Dominanz zu erhalten oder zu erzielen.“
Im Gegensatz zum Wettbewerb in der Tradition Schumpeters und der schöpferischen Zerstörung ist der zentrale Unterschied zum Wirtschaftskrieg, dass eine Triage, nicht stattfindet, weil nach der Auseinandersetzung keine verwertbaren Kapitalien bzw. Arbeitnehmerfähigkeiten vorhanden sind, die Faktoren neu zu kombinieren. Blum setzt dies in eine stringente mikroökonomische Formulierung um.
In den zwölf Kapiteln betrachtet er zunächst den Wirtschaftskrieg als empirisches, als paradigmatisches aber auch als normatives Konzept im Sinne, wie er zu führen ist, wenn er unvermeidbar scheint. Damit verbunden entwickelt er die sogenannte Dominanzerwartungstheorie (DET), die besagt, dass ein Unternehmen oder Land dann in einen Wirtschaftskrieg einsteigt, wenn es erwartet, dass sich die wechselseitigen Abhängigkeiten in Zukunft zu seinen Lasten verschieben, es aber jetzt noch eine Chance besitzt, mit einem großen Schlag Überlegenheit für lange Zeit zu sichern. Dies spielt insbesondere für die Auseinandersetzung zwischen Staaten eine Rolle und ergänzt Konzepte wie die Thukydides-Falle in der Konzeption von Graham Allison oder das Konzept des Antagonismus zwischen maritimen und kontinentalen Mächten von Alexander Dugin. Im Anschluss betrachtet er die relevanten Faktoren aus Sicht von Menschenbild, Soziobiologie, die institutionellen Rahmenbedingungen und Konfliktlinien, insbesondere unter Beiziehung der Spieltheorie und die staatsphilosophischen Grundlagen des Wirtschaftskriegs, in dem er eine hohe Anzahl von Philosophen in die Kategorien agonal und kooperativ einteilt. Daran schließen sich Kapitel an, die über die erforderlichen Fähigkeiten zum erfolgreichen Führen eines Wirtschaftskrieges unterrichten, die räumlichen Bedingungen darstellen, dass Führungsverhalten thematisieren und schließlich auf Unternehmen und Staaten sowie die digitale Welt Bezug nehmen. Schließlich wird die Zombifizierung in der Wirtschaft als eine spezielle Form des Wirtschaftskriegs thematisiert.

### Werkstoffökonomik
Im Nachgang der Preiskrise bei Seltenen Erden Anfang der 2010er Jahre wurde die Werkstoffökonomik als neues Forschungsgebiet mit Fokus auf Lieferketten und die Kritikalität von Rohstoffen entwickelt, das zugleich auch der begrenzten Depotfähigkeit der Erde Rechnung trägt. Institutionell erfolgte hieraus im Jahr 2015 die Gründung des „Centers for Economics of Materials (CEM)“ in Zusammenarbeit mit dem Fraunhofer-Institut für Mikrostruktur von Werkstoffen und Systemen sowie der Martin-Luther-Universität Halle-Wittenberg.
Auf Basis des Fraunhofer Konzepts des Material Data Space (MDS®), also des digitalen Zwillings des Werkstoffflusses, entwickelte Blum im Sinne einer nachhaltigen, also umweltökonomisch effizienten Beherrschung des gesamten Lebenszyklus das Total Design Management® als Verfahren der simultanen Optimierung des Designs funktionaler Werkstoffe, des Produktdesigns und des Designs für Dekonstruktion und Recycling. Dabei zeigt sich, dass die Kontrolle der Wertschöpfungsketten zum herausragenden Erfolgskriterium von Unternehmen, aber auch von Staaten wird und der Freihandel somit zunehmend von einem Fokus auf beherrschbare Lieferströme unter Druck gerät.

## Rücktritt als IWH-Präsident
Im August 2010 beauftragte das Bundesinnenministerium (BMI) ein Konsortium von sechs Wirtschaftsforschungsinstituten unter Leitung des IWH mit einer Studie „Wirtschaftlicher Stand und Perspektiven für Ostdeutschland“. Diese wurde zum 21. Januar 2011 fertiggestellt (Redaktionsschluss), aber erst am 28. Februar 2012 vom BMI veröffentlicht. Die Studie enthält einige klare Aussagen, z. B. die folgende: „Erfahrungen der Regionalökonomie lehren, dass seitens der Politik keine grundlegende und vor allem schnelle Veränderung der inzwischen weitgehend verfestigten Strukturen möglich ist. Zwanzig Jahre nach dem Fall der Mauer müssen nun ordnungspolitische Aspekte stärker in den Vordergrund gerückt werden.“ Insbesondere vertrat Blum die Auffassung, dass der Aufholprozess Ostdeutschlands auf mittelfristige Sicht zum Erliegen gekommen sei. Man könne nicht von einem erfolgreichen Aufbau Ost sprechen, wenn der mitteldeutsche Wirtschaftsraum vor dem Krieg rund 30 % reicher war als der Rest Deutschlands, seine Wirtschaftsleistung 20 Jahre nach der Einheit aber bei rund 70 % der des Westens stagniere. Beim Aufbaus Ost seien zu viele ordnungsökonomische Grundsätze, vor allem bei der Eigentumsordnung, über Bord geworfen worden, weshalb heute vor allem größere Firmensitze fehlten. Es sei wissenschaftlich abgesicherte Tatsache, dass die Wirtschaft der neuen Bundesländer aktuell auf dem alten Wachstumspfad der DDR in den Vor-Honecker-Jahren expandiere. Nach Kritik der Evaluierungskommission der Leibniz-Gemeinschaft an der wissenschaftlichen Orientierung des Instituts kündigte Blum seinen Rücktritt als IWH-Präsident an. Das IWH hat sich inzwischen weitgehend aus der Ostdeutschlandforschung zurückgezogen.

## Auszeichnungen
- August-Lösch-Preis der Stadt Heidenheim an der Brenz (1982) für herausragende Leistungen auf dem Gebiet der Regionalwissenschaft
- Ehrendoktorwürde der Technischen Universität Dresden (2008)
- Aufnahme in die Europäische Akademie der Wissenschaften und Künste (2012)

## Schriften (Auswahl)
- Regionale Wirkungen von Infrastrukturinvestitionen (= Karlsruher Beiträge zur Wirtschaftspolitik und Wirtschaftsforschung, Heft 8). Institut für Wirtschaftspolitik und Wirtschaftsforschung, Karlsruhe 1982. (zugl. Dissertation)
- Raumwirkungen des Budgets der gesetzlichen Rentenversicherung. Eine theoretische und empirische Analyse räumlich und zeitlicher Wirkungen interregionaler Finanzflüsse (= Karlsruher Beiträge zur Wirtschaftspolitik und Wirtschaftsforschung, Heft 13). von Loeper, Karlsruhe 1986, ISBN 3-88652-029-3. (zugl. Habilitation)
- hrsg. mit Josef Schmid: Demographic processes, occupation and technological change. symposium held at the University of Bamberg from 17th to 18th november 1989. Physica-Verlag, Heidelberg 1991, ISBN 3-7908-0528-9.
- hrsg. mit Erich Geipl, Stefan Müller, Wolfgang Uhr: Wettbewerb und Unternehmensführung (= Dresdner wirtschaftswissenschaftliche Beiträge, Reihe Wettbewerb und Unternehmensführung). Schäffer-Poeschel, Stuttgart 1994, ISBN 3-7910-0870-6.
- hrsg. mit Erich Greipl, Hannjörg Hereth: Erweiterung der Markträume (= Dresdner wirtschaftswissenschaftliche Beiträge, Reihe Wettbewerb und Unternehmensführung). Schäffer-Poeschel, Stuttgart 1997, ISBN 3-7910-1171-5.
- hrsg. mit Stefan Müller, Matthias Theodor Vogt: Kultur und Wirtschaft in Dresden. Eine Studie des Instituts für Kulturelle Infrastruktur Sachsen und der Technischen Universität Dresden (= Kulturelle Infrastruktur, Band 6). Leipziger Universitätsverlag, Leipzig 1997, ISBN 3-931922-20-0.
- hrsg. mit Werner Esswein, Erich Geipl: Soziale Marktwirtschaft im nächsten Jahrtausend (= Dresdner wirtschaftswissenschaftliche Beiträge, Reihe Wettbewerb und Unternehmensführung). Schäffer-Poeschel, Stuttgart 1999, ISBN 3-7910-1435-8.
- hrsg. mit Frank Leibbrand: Entrepreneurship und Unternehmertum. Denkstrukturen für eine neue Zeit. Gabler, Wiesbaden 2001, ISBN 3-409-11872-1.
- hrsg. mit Alexander Karmann, Marco Lehmann-Waffenschmidt, Marcel Thum, Klaus Wälde, Bernhard Wieland, Hans Wiesmeth: Grundlagen der Volkswirtschaftslehre. Mit 4 Tabellen. 2. Auflage, Springer, Berlin 2003, ISBN 3-540-00862-4.
- hrsg. mit Erich Greipl, Stefan Müller, Wolfgang Uhr: Krisenkommunikation (= Dresdner Beiträge zu Wettbewerb und Unternehmensführung). Deutscher Universitäts-Verlag, Wiesbaden 2003, ISBN 3-8244-0702-7.
- Volkswirtschaftslehre. Studienhandbuch. 4. Auflage, Oldenbourg, München 2004, ISBN 3-486-27367-1.
- hrsg. mit Erich Greipl, Stefan Müller, Wolfgang Uhr: Gesellschaftspolitik in einer globalisierten Welt (= Dresdner Beiträge zu Wettbewerb und Unternehmensführung). Deutscher Universitäts-Verlag, Wiesbaden 2005, ISBN 3-8350-0003-9.
- mit Simone Müller, Andreas Weiske: Angewandte Industrieökonomik. Theorien, Modelle, Anwendungen. Gabler, Wiesbaden 2006, ISBN 3-8349-0215-2.
- hrsg. mit Rolf Funck, Jan Kowalski, Antoni Kuklinski, Werner Rothengatter: Space – structure – economy. A tribute to August Lösch. Edited to mark the centenary of August Lösch's birthday, October 15, 2006 (= Karlsruher Beiträge zur wirtschaftspolitischen Forschung, Band 24). 2. Auflage, Nomos, Baden-Baden 2007, ISBN 978-3-8329-2468-3.
- hrsg. mit Christian Wey, Klaus F. Zimmermann: Globalization and competition (= Annual meeting of the Association of German Economics Research Institutes, 71). Duncker & Humblot, Berlin 2008, ISBN 978-3-428-12902-7.
- hrsg. mit Axel Lindner, Diemo Dietrich: Empirische Makroökonomik für Deutschland. Analysen, Prognosen, Politikberatung. Festschrift zum 65. Geburtstag von Udo Ludwig (= Schriften des Instituts für Wirtschaftsforschung Halle, Band 27). Nomos, Baden-Baden 2009, ISBN 978-3-8329-3980-9.
- hrsg.: Regulatorische Risiken. Das Ergebnis staatlicher Anmaßung oder ökonomisch notwendiger Intervention? Gemeinsame Konferenz des IWH und der HHL (= Schriften des Instituts für Wirtschaftsforschung Halle, Band 29). Nomos, Baden-Baden 2009, ISBN 978-3-8329-3972-4.